# Groupe de NGC 1174
Le groupe de NGC 1174 est un trio de galaxies situées dans la constellation de Persée. La distance moyenne entre ce groupe et la Voie lactée est d'environ 37,8 Mpc (∼123 millions d'al). 

## Membres
Le tableau ci-dessous liste les trois galaxies du trio indiquées dans l'article de A.M. Garcia paru en 1993. 
| Nom      | Class.   | Type                 | α (J2000.0)   | δ (J2000.0) | Vitesse radiale (km/s) | m    | Distance (Mpc) | Diamètre (kal) |
| -------- | -------- | -------------------- | ------------- | ----------- | ---------------------- | ---- | -------------- | -------------- |
| NGC 1171 | Scd?     | Spirale              | 03h 03m 59.0s | 43° 23′ 54″ | 2742 ± 5               | 12,3 | 37,9 ± 2,7     | 81             |
| NGC 1174 | SB(r)bc? | Spirale barrée       | 03h 05m 30.8s | 43° 23′ 54″ | 2740 ± 5               | 11,4 | 37,9 ± 2,7     | 123            |
| IC 284   | SAdm     | Spirale magellanique | 03h 06m 09.9s | 42° 22′ 19″ | 2722 ± 6               | 11,5 | 37,6 ± 2,6     | 121            |

Le site DeepskyLog permet de trouver aisément les constellations des galaxies mentionnées dans ce tableau ou si elles ne s'y trouvent pas, l'outil du site constellation permet de le faire à l'aide des coordonnées de la galaxie. Sauf indication contraire, les données proviennent du site NASA/IPAC.